# Huis Cranenburg
Het Huis Cranenburg, ook Craenenburg genoemd, is een historisch gebouw in Brugge, België. Het ligt op de hoek van de Markt en de Sint-Amandsstraat.

## Geschiedenis van het gebouw
De Cranenburg, ooit de 'prachtigste privéwoning op de Grote Markt' genoemd, had oorspronkelijk een houten gevel, die bekend is gebleven door de tekening ervan in de Flandria Illustrata van Sanderus. Die verdween in 1822, als een van de laatste houten gevels in Brugge, terwijl de stenen zijgevel aan de kant van de Sint-Amandstraat bleef behouden. 
In de plaats kwam een stenen lijstgevel (drie verdiepingen, vier traveeën), die in 1955-1956 op zijn beurt vervangen werd door een neogotische schermgevel, ontworpen door de Brugse architect Maurice Vermeersch. 
Achter die elkaar opvolgende gevels is geheel of gedeeltelijk het oorspronkelijk middeleeuwse gebouw bewaard, zoals de kelders en het dakgebinte aantonen. Een onderzoek in detail kan hierover nog meer informatie geven.

## Geschiedenis van de activiteiten
In de veertiende eeuw  was het gebouw, eigendom van Jacob Craenenburgh, in gebruik als kruideniershandel. Minstens vanaf het einde van de achttiende eeuw werd de kruideniershandel een herberg met logement, vanaf 1930 alleen nog een eet- en drankgelegenheid.
Cranenburg is een van de gebouwen waar de graven van Vlaanderen, en na hen de hertogen van Bourgondië, met de heren en dames van hun hof, uit de ramen keken naar de toernooien en optochten. Zo zou Margaretha van York in 1468 van hieruit de ridderspelen van het Toernooi van de Gouden Boom, ter gelegenheid van haar huwelijk met Karel de Stoute, gevolgd hebben.
In 1488 werd Maximilaan van Oostenrijk er door de burgers opgesloten. Terwijl hij uit het venster keek, werden verschillende van zijn naaste medewerkers gefolterd en ter dood gebracht.